# سررسد

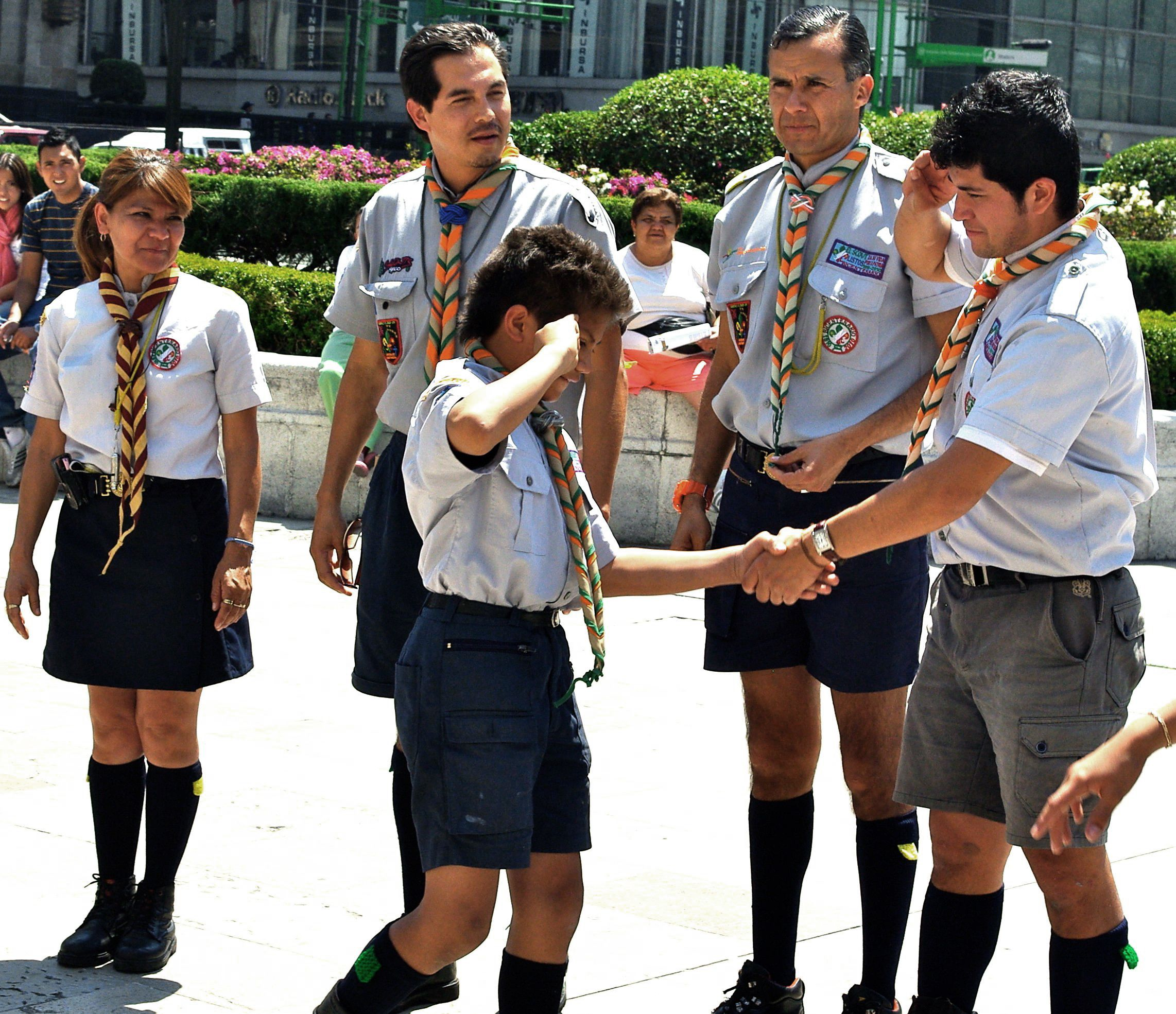
چهار رهبر پیشاهنگی بزرگسال از یک پسر جدید در سازمان استقبال می‌کنند.

در سازمان‌های پیش‌آهنگی به رهبر یک رسد پیش‌آهنگی سَررَسد گفته می‌شود.
رسد گروهی از پیش‌آهنگان هستند که به طور منظم گرد هم می‌آیند.
سررسد مسئول راهنمایی پیش‌آهنگان برای مدیریت رسد خودشان است. سررسد به سرجوخه‌های پیش‌آهنگی تمریناتی برای پیشرفت شخصیتی می‌دهد.
به دستیار سررسد، رسدیار گفته می‌شود.